# Phorküsz
Phorküsz (görög betűkkel: Φόρκυς) a görög mitológiában tengeri isten, Gaia-Földanya és Pontosz, a tenger fia. Phorküsz testvérével Kétóval (szó szerint: „tengeri szörny”) kötött házasságából számos szörny született, köztük a Gorgók, a Graiák, Ekhidna, az aranyalmákat őrző sárkánykígyó (Ladón). Phorküsz Thoósza nimfa apja és Polüphémosz nagyapja. Ithaka szigetén – Odüsszeusz szülőhazájában – volt Phorküsz, a „tengeri öreg” kikötője a szent olajfával, a nimfák barlangjának közelében. A tengeri istenek között Phorküsz a tengermélyt személyesíti meg.
A Phorküsz név az Iliaszban is szerepel a trójai harcosok között.